# Lista över ledamöter av Sveriges ståndsriksdag 1595
Ledamöter av Sveriges ståndsriksdag 1595.

## Borgarståndet
| Riksdagsledamot        | Yrke        | Valkrets          | Anmärkningar |
| ---------------------- | ----------- | ----------------- | ------------ |
| Lasse Eriksson         | Borgmästare | Stockholms stad   |              |
| Henrik Simonsson       |             | Stockholms stad   |              |
| Anders Larsson         |             | Stockholms stad   |              |
| Hans Bijlefelt         |             | Stockholms stad   |              |
| Casper Ilenfellt       |             | Stockholms stad   |              |
| Henrik Tönnesson       |             | Stockholms stad   |              |
| Jakob Lång             |             | Stockholms stad   |              |
| Henrik Eller           |             | Stockholms stad   |              |
| Jost Gudslov           |             | Stockholms stad   |              |
| Petter Reaner          |             | Stockholms stad   |              |
| Grels Jönsson          |             | Stockholms stad   |              |
| Michil Eriksson Kranck |             | Åbo stad          |              |
| Peder Pålsson          |             | Åbo stad          |              |
| Påvel Bruen            |             | Åbo stad          |              |
| Sven Jacobsson         |             | Torshälla stad    |              |
| Olof Mattsson          |             | Torshälla stad    |              |
| Jöns Nilsson           |             | Gävle stad        |              |
| Erik Bruddesson        |             | Gävle stad        |              |
| Per Erlandsson         |             | Hudiksvalls stad  |              |
| Hans Nilsson           |             | Hudiksvalls stad  |              |
| Michil Nilsson         |             | Härnösands stad   |              |
| Hans Östensson         |             | Härnösands stad   |              |
| Mickil Persson         |             | Öregrunds stad    |              |
| Torsten Svensson       |             | Örebro stad       |              |
| Erik Eriksson          |             | Örebro stad       |              |
| Mats Eriksson          |             | Uppsala stad      |              |
| Anders Persson         |             | Uppsala stad      |              |
| Mats Mårtensson        |             | Uppsala stad      |              |
| Erik Simonsson         |             | Västerås stad     |              |
| Lasse Jönsson          |             | Västerås stad     |              |
| Per Sigvardsson        |             | Sigtuna stad      |              |
| Lasse Persson          |             | Enköpings stad    |              |
| Jöns Eriksson          |             | Enköpings stad    |              |
| Sven Larsson           |             | Köpings stad      |              |
| Siffred Larsson        |             | Köpings stad      |              |
| Daniel Persson         |             | Arboga stad       |              |
| Mats Michilsson        |             | Arboga stad       |              |
| Petter Måntman         |             | Arboga stad       |              |
| Måns Persson           |             | Nyköpings stad    |              |
| Joen Persson           |             | Nyköpings stad    |              |
| Per Hansson            |             | Tälje stad        |              |
| Joen Månsson           |             | Tälje stad        |              |
| Anders Knutsson        |             | Hedemora stad     |              |
| Per Staffansson        |             | Mariestads stad   |              |
| Torbjörn Håkansson     |             | Mariestads stad   |              |
| Erik Simonsson         |             | Karlstads stad    |              |
| Måns Brynielsson       |             | Karlstads stad    |              |
| Måns Haraldsson        |             | Skara stad        |              |
| Gunnar Månsson         |             | Lidköpings stad   |              |
| Björn Persson          |             | Nya Lödöse        |              |
| Christoffer Andersson  |             | Nya Lödöse        |              |
| Bengt Olofsson         |             | Nya Lödöse        |              |
| Anders Larsson         |             | Bogesunds stad    |              |
| Jöns Hansson           |             | Bogesunds stad    |              |
| Per Björnsson          |             | Hjo stad          |              |
| Birger Larsson         |             | Kalmar stad       |              |
| Olof Persson           |             | Kalmar stad       |              |
| Håkan Jönsson          |             | Växjö stad        |              |
| Jöns Blendning         |             | Växjö stad        |              |
| Måns Jönsson           |             | Jönköpings stad   |              |
| Augustinus Hansson     |             | Jönköpings stad   |              |
| Jöns Persson           |             | Jönköpings stad   |              |
| Staffan Persson        |             | Eksjö stad        |              |
| Erik Knutsson          |             | Söderköpings stad |              |
| Kurt Ståål             |             | Söderköpings stad |              |
| Amund Tordsson         |             | Norrköpings stad  |              |
| Per Claesson           |             | Norrköpings stad  |              |
| Hans Holmsson          |             | Norrköpings stad  |              |
| Per Ingesson           |             | Linköpings stad   |              |
| Måns Ångerman          |             | Linköpings stad   |              |
| Nils Svensson          |             | Linköpings stad   |              |
| Jöns Larsson           |             | Vadstena stad     |              |
| Olof Siggesson         |             | Vadstena stad     |              |
| Teus Larsson           |             | Vadstena stad     |              |
| Jöns Larsson           |             | Skänninge stad    |              |
| Joen Elvsson           |             | Björneborg        |              |
| Lasse Larsson          |             | Björneborg        |              |